# Lady Evelyn Lake
Lady Evelyn Lake är en sjö i Kanada.   Den ligger i Timiskaming District och provinsen Ontario, i den sydöstra delen av landet, 400 km nordväst om huvudstaden Ottawa. Lady Evelyn Lake ligger 284 meter över havet. Arean är 46 kvadratkilometer. Den sträcker sig 16,7 kilometer i nord-sydlig riktning, och 12,1 kilometer i öst-västlig riktning.
I omgivningarna runt Lady Evelyn Lake växer i huvudsak blandskog. Trakten runt Lady Evelyn Lake är nära nog obefolkad, med mindre än två invånare per kvadratkilometer.